# 蘇丹·馬哈茂德·喬杜里
蘇丹·馬哈茂德·喬杜里是一名巴基斯坦政治家，現任自由克什米爾自治邦總統(2021年8月25日上任)。在此之前，他在1996年-2001年擔任該自治邦總理。